# Szásza
Szásza (szlovákul: Sása) község Szlovákiában, a Besztercebányai kerületben, a Nagyrőcei járásban.

## Fekvése
Nagyrőcétől 20 km-re délre található.

## Története
A települést a 13. században szász telepesek alapították. 1266-ban említik először „Zazteluk” alakban. Lakói erdei munkákkal, állattartással, később mész- és szénégetéssel, fuvarozással, bányászattal foglalkoztak.
Vályi András szerint: „SZÁSZA. Tót falu Gömör Várm. földes Urai Dráskóczy, és több Uraságok, lakosai katolikusok, és másfélék is, fekszik Ratkóhoz fél mértföldnyire; határja hegyes, réttyei jók, legelője elég, fája, malma van.”
Fényes Elek geográfiai szótárában: „Szásza, tót falu, Gömör és Kis-Honth egyesült vmegyében, Ratkóhoz délre 1/2 órányira, 389 evang. lak. Szántóföldei hegyesek és szárazok; rétei jók. – F. u. többen. Ut. p. Tornalja.”
Gömör-Kishont vármegye monográfiája szerint: „Szásza, a ratkói völgyben fekvő tót kisközség, 41 házzal és 209 ág. ev. vallású lakossal. Birtokosai a Soldos, Hanvay, Latinák és Sárközy családok voltak. Lakosai az orsó- és guzsaly-készítést, a sikáló- és kosárfonást háziiparszerűleg űzik. 1876-ban a község legnagyobb része leégett. Ág. h. ev. temploma 1854-ben épült. A község postája Újvásár, távírója és vasúti állomása Tornallya.”
A trianoni békeszerződésig Gömör-Kishont vármegye Ratkói járásához tartozott.

## Népessége
| Év:            | 1994. | 2004.   | 2014.    | 2024.    |
| -------------- | ----- | ------- | -------- | -------- |
| Emberek száma: | 126   | 137     | 183      | 220      |
| Eltérés:       |       | +8,73 % | +33,57 % | +20,21 % |

| Év:            | 2023. | 2024.   |
| -------------- | ----- | ------- |
| Emberek száma: | 214   | 220     |
| Eltérés:       |       | +2,80 % |

1910-ben 197, túlnyomórészt szlovák lakosa volt.
2001-ben 128 lakosából 117 szlovák volt.
2011-ben 178 lakosából 131 szlovák.

## Nevezetességei
Evangélikus temploma 1787-ben épült klasszicista stílusban. Az 1854-es tűzvész után megújították.

## Külső hivatkozások
- E-obce.sk Archiválva 2008. szeptember 16-i dátummal a Wayback Machine-ben
- Községinfó